# شورای شهر ایروان
شورای شهر ایروان (ارمنی: Երևանի քաղաքապետարան، یِرِوانی کاقاکاپِتاران) نهاد قانون‌گذاری شهر ایروان می‌باشد. شورا ۶۵ عضو دارد که توسط نظام انتخاباتی نمایندگی تناسبی از فهرست نمایندگان احزاب برگزیده می‌شوند و ریاست این شورا برعهده شهردار ایروان می‌باشد. مقر شورای شهر ایروان در تالار شهرداری ایروان در در خیابان آرگیشتی، ناحیه کنترون، روبروی میدان روسیه، خانه مسکو و کارخانه شراب‌سازی آرارات ایروان واقع شده است. ساخت این بنا در نوامبر ۲۰۰۴ در زمان شهرداری یرواند زاخاریان، با هزینه ۳٫۱ بیلیون درام ارمنستان به اتمام رسید.

## انتخابات
- ۲۰۰۹
- ۲۰۱۳
- ۲۰۱۷
- ۲۰۱۸